# Commerce (Geòrgia)
Commerce és una població dels Estats Units a l'estat de Geòrgia. Segons el cens del 2000 tenia 5.292 habitants.

## Demografia
Segons el cens del 2000, Commerce tenia 5.292 habitants, 2.051 habitatges, i 1.433 famílies. La densitat de població era de 246,2 habitants per km².
Dels 2.051 habitatges en un 28,9% hi vivien nens de menys de 18 anys, en un 49% hi vivien parelles casades, en un 15,3% dones solteres, i en un 30,1% no eren unitats familiars. En el 26,3% dels habitatges hi vivien persones soles el 12,4% de les quals corresponia a persones de 65 anys o més que vivien soles. El nombre mitjà de persones vivint en cada habitatge era de 2,46 i el nombre mitjà de persones que vivien en cada família era de 2,94.
Per edats la població es repartia de la següent manera: un 22,6% tenia menys de 18 anys, un 9% entre 18 i 24, un 27,1% entre 25 i 44, un 22,7% de 45 a 60 i un 18,6% 65 anys o més.
L'edat mediana era de 38 anys. Per cada 100 dones de 18 o més anys hi havia 80,6 homes.
La renda mediana per habitatge era de 33.897 $ i la renda mediana per família de 39.615 $. Els homes tenien una renda mediana de 34.185 $ mentre que les dones 22.028 $. La renda per capita de la població era de 19.270 $. Entorn del 10,2% de les famílies i el 12,7% de la població estaven per davall del llindar de pobresa.

## Poblacions més properes
El següent diagrama mostra les poblacions més properes.